# Gvulot
Gvulot (hebrejsky גְּבוּלוֹת, doslova „Hranice“, v oficiálním přepisu do angličtiny Gevulot) je vesnice typu kibuc v Izraeli, v Jižním distriktu, v Oblastní radě Eškol.

## Geografie
Leží v nadmořské výšce 128 metrů na severozápadním okraji pouště Negev; v oblasti která byla od 2. poloviny 20. století intenzivně zúrodňována a zavlažována a ztratila charakter pouštní krajiny. Jde o zemědělsky obdělávaný pás přiléhající k pásmu Gazy a navazující na pobřežní nížinu. Jihozápadně od vesnice ovšem ostře začíná zcela aridní oblast pouštního typu zvaná Cholot Chaluca. Severovýchodně od kibucu protéká vádí Nachal Besor.
Obec se nachází 25 kilometrů od břehu Středozemního moře, cca 100 kilometrů jihojihozápadně od centra Tel Avivu, cca 96 kilometrů jihozápadně od historického jádra Jeruzalému a 32 kilometrů západně od města Beerševa. Gvulot obývají Židé, přičemž osídlení v tomto regionu je etnicky převážně židovské.
Gvulot je na dopravní síť napojen pomocí lokální silnice 222.

## Dějiny
Gvulot byl založen v roce 1943. 12. května 1943 zde vznikla experimentální zemědělská stanice nazývaná Micpe Gvulot (מִצְפֶּה גְּבוּלוֹת, Hraniční vyhlídka), jejímž úkolem bylo ověřovat možnosti obdělávání půdy v pouštních regionech tehdejší mandátní Palestiny. Půda patřila Židovskému národnímu fondu, zakladateli byla skupina Židů napojená na mládežnické sionistické hnutí ha-Šomer ha-Ca'ir. Šlo o první podobný opěrný bod v poušti. Podle vzoru této osady pak došlo v roce 1946 k masivní osidlovací akci 11 bodů v Negevu. Během války za nezávislost v roce 1948 obyvatelé z Micpe Gvulot provozovali pekárnu, která zásobovala okolní obležené židovské vesnice.
Koncem 40. let měla osada 16 obyvatel a rozlohu katastrálního území 5 000 dunamů (5 kilometrů čtverečních). Po válce za nezávislost byla vesnice přemístěna zhruba o 1 kilometr k severovýchodu, do nynější polohy a získala své současné jméno. Roku 1954 ve vesnici vyrostl plavecký bazén, první v regionu Negevu. Roku 1959 byla zprovozněna silnice napojující kibuc na dopravní síť.
Místní ekonomika je založena na zemědělství (pěstování brambor, mrkve, polních plodin, podzemnice olejné, chov dobytka a drůbeže), průmyslu (firma Polymer Gvulot založená roku 1991) a turistickém ruchu (ubytování a areál původní osady z roku 1943). V obci je k dispozici zařízení předškolní péče i děti. Dále je tu plavecký bazén, obchod se smíšeným zbožím, zdravotní ordinace a sportovní areály. Kibuc prošel roku 2004 privatizací a zbavil se většiny prvků kolektivismu ve svém hospodaření.

## Demografie
Obyvatelstvo kibucu je sekulární. Podle údajů z roku 2014 tvořili naprostou většinu obyvatel v Gvulot Židé (včetně statistické kategorie "ostatní", která zahrnuje nearabské obyvatele židovského původu ale bez formální příslušnosti k židovskému náboženství).
Jde o menší obec vesnického typu s dlouhodobě stagnující populací. K 31. prosinci 2014 zde žilo 289 lidí. Během roku 2014 populace stoupla o 5,9 %.
| Rok            | 1948 | 1961 | 1972 | 1983 | 1995 | 2001 | 2003 | 2004 | 2005 | 2006 | 2007 | 2008 | 2009 | 2010 | 2011 | 2012 | 2013 | 2014 |
| -------------- | ---- | ---- | ---- | ---- | ---- | ---- | ---- | ---- | ---- | ---- | ---- | ---- | ---- | ---- | ---- | ---- | ---- | ---- |
| Počet obyvatel | 67   | 113  | 96   | 239  | 261  | 240  | 239  | 233  | 231  | 239  | 236  | 229  | 263  | 258  | 248  | 270  | 273  | 289  |